# Comtat de Leyva
El Comtat de Leyva és un títol nobiliari espanyol creat el 15 d'agost de 1918 pel rei Alfons XIII a favor de Rafael Conde y Luque, Senador del Regne, Conseller d'Estat, Catedràtic i Rector de la Universitat Central.

Escut de Leyva, actualment Leiva, a La Rioja.

La seva denominació fa referència a la localitat de Leyva, l'actualment anomenada Leiva, a La Rioja, Espanya.

## Comtes de Leyva
|                         | Titular                              | Període                 |
| Creació per Alfons XIII | Creació per Alfons XIII              | Creació per Alfons XIII |
| ----------------------- | ------------------------------------ | ----------------------- |
| I                       | Rafael Conde y Luque                 | 1918-1922               |
| II                      | Juan José Conde-Luque y Garay        | 1925-1951               |
| III                     | Rosario Conde Luque y Herrero        | 1956-1990               |
| IV                      | Mercedes Conde Luque y Herrero       | 1991-2001               |
| V                       | María Victoria Conde Luque y Herrero | 2002- 2011              |
| VI                      | María Teresa Elósegui y de Parrella  | 2011-actual titular     |

## Història dels Comtes de Leyva
- Rafael Conde y Luque (1835-1922), I comte de Leyva.

1. Casat amb Florinda Garay y Anduaga.

El succeí, en 1925, el seu fill:
- Juan José Conde-Luque y Garay (1875-1951), II comte de Leyva, Gentilhome de cambra amb exercici del Rei Alfons XIII.

1. Casat amb Mercedes Herrero y Velázquez.

El succeí, en 1956, la seva filla:
- Rosario Conde Luque y Herrero († en 1990), III comtessa de Leyva.

La succeí, en 1991, la seva germana:
- Mercedes Conde Luque y Herrero (1906-2001), IV contessa de Leyva.

La succeí, en 2002, la seva germana:
- María Victoria Conde Luque y Herrero, V comtessa de Leyva.

La succeí en 2011 la seva neboda:
- María Teresa Elósegui y de Parrella, VI comtessa de Leyva.